# Olympisches Dorf (Montreal)

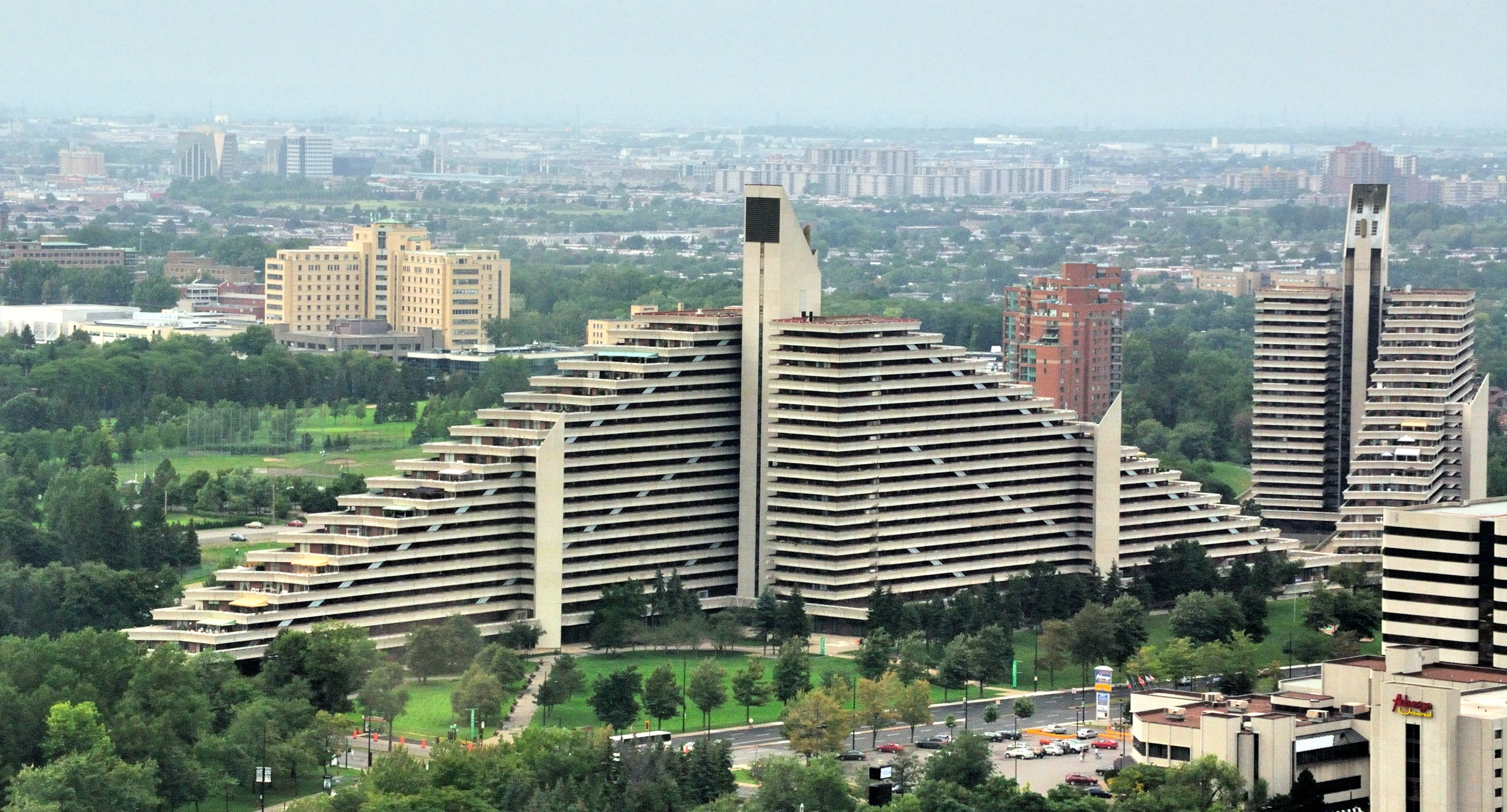
Olympisches Dorf (2008)

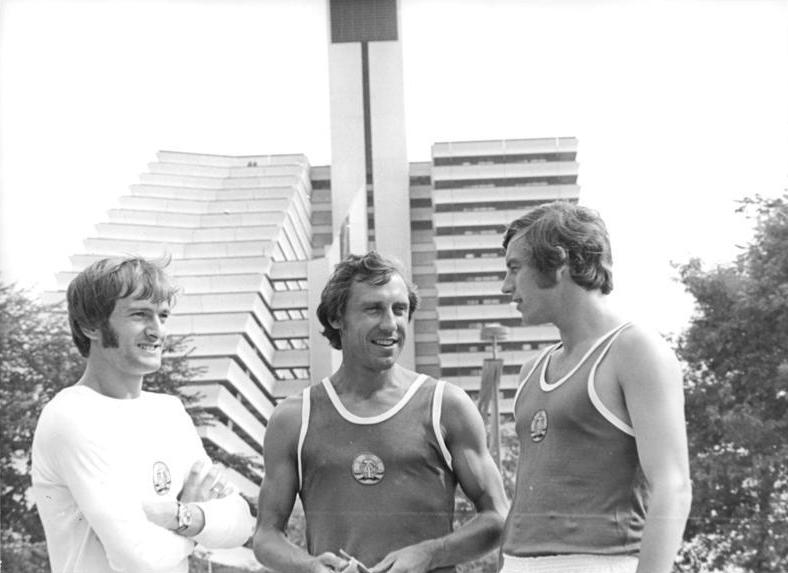
Die DDR-Athleten Waldemar Cierpinski, Hans-Georg Reimann und Karl-Heinz Stadtmüller (von links) vor dem olympischen Dorf (1976)

Das olympische Dorf (französisch Village olympique, englisch Olympic Village) ist eine Wohnsiedlung in der kanadischen Großstadt Montreal. Sie befindet sich an der Kreuzung von Rue Sherbrooke und Boulevard Viau im Arrondissement Rosemont–La Petite-Patrie, nördlich des Olympiaparks und des Parc Maisonneuve. Während der Olympischen Sommerspiele 1976 waren hier rund 9.000 Athleten, Betreuer und Funktionäre untergebracht. Die Siedlung besteht aus zwei pyramidenförmigen Häuserblöcken, die je zwei Türme mit 23 Stockwerken umfassen. Die beiden aneinander gereihten, leicht angewinkelten Blöcke sind zusammen fast 600 Meter lang, während die Türme eine Höhe von 70 Metern erreichen. Verantwortliche Architekten waren Roger D’Astous und Luc Durand.
Als Montreal im Jahr 1969 den Zuschlag für die Olympischen Spiele erhielt, verpflichtete sich die Stadt zum Bau eines olympischen Dorfes. Später stellte sie beim IOC den Antrag, die Athleten an fünf verschiedenen Standorten in einem Radius von mehreren Kilometern um den Olympiapark unterbringen zu dürfen. Das IOC bestand jedoch im Juni 1973 auf eine einzige Anlage in der Nachbarschaft der Sportstätten. Den Zuschlag für den Bau des olympischen Dorfes erhielt das Unternehmen Groupe Lépine. Die Bauarbeiten begannen im November 1974 und waren am 23. Juni 1976 abgeschlossen.
Während der Olympischen Spiele waren in der Anlage der größte Teil der Sportler und Funktionäre untergebracht, wobei einer der vier Türme gemäß den IOC-Vorgaben Frauen vorbehalten war. Den Segler und Reitsportlern standen in Kingston und Bromont zwei kleinere olympische Dörfer zur Verfügung. Im Anschluss an die Spiele baute das von der Groupe Lépine angeführte ZAROLEGA-Konsortium die 980 Wohnungen für die permanente Nutzung um und vermietete diese. 1998 wurde die Anlage an die israelische El-Ad Group verkauft.